# Gaius Vicrius Rufus
Gaius Vicrius Rufus war ein im 2. Jahrhundert n. Chr. lebender römischer Politiker.
Durch Militärdiplome, die z. T. auf den 26. Oktober 145 datiert sind, ist belegt, dass Rufus 145 zusammen mit Lucius Petronius Sabinus Suffektkonsul war; die beiden übten dieses Amt wohl für zwei Monate, von September bis Oktober, aus.